# Напад НОВЈ на Приједор септембра 1944.
Снаге Петог крајишког корпуса НОВЈ развиле су живу активност на комуникацијама у Босанској Крајини током лета 1944. То је резултовало изолацијом осовинских гарнизона у долини Сане и Врбаса. Извлачење извесних немачких снага ради форирања борбене групе у Србији почетком септембра 1944. Пети корпус искористио је за покретање офанзиве током које је ослобођен Приједор и Љубија са доњим током Сане. Напад на ове осовинске гарнизоне извеле су снаге Четврте крајишке дивизије са потчињеним НОП одредима. Напад је трајао од 6. септембра 1944. увече до 8. септембра 1944. у подне. Снаге НОВЈ веома успешно су искористиле повољан распоред снага на терену. Напад је резултовао ослобођењем Приједора, Љубије и готово целе Санске долине, и уништењем 7. пуковније 4. брдског здруга НДХ, 1. батаљона 384. пука 373. немачке дивизије, те локалних усташких и четничких снага. Осовинске снаге претрпеле су губитке од 3.337 погинулих, 804 рањена и 552 заробљена војника и официра. Губици 4. дивизије су били: 32 погинула и 121 рањен борац и руководилац.
Приједор је ослобођен 7. септембра 1944. у 7:30, а Љубија истог дана касно после подне. Овим су Приједор и Љубија са околином коначно ослобођени.

## Сукобљене снаге
- Осовинске снаге
  - Приједор и околна утврђења
    - 7. ловачка пуковнија 4. брдског здруга НДХ:
      - Стожер (штаб) 7. ловачке пуковније: стожер пуковније - 21 борац
        - 14. сатнија 7. ловачке пуковније (4 противтенковска топа) - 90 бораца
        - 15. сатнија 7. ловачке пуковније (2 тешка митраљеза) - 136 бораца
        - некомплетна 13. сатнија - 96 бораца

    - Прва бојна 7. ловачке пуковније:
      - стожер прве бојне, - 12 бораца
      - 1. сатнија - 136 бораца
      - 2. сатнија - 139 бораца
      - 3. сатнија - 140 бораца

    - Једанаести топнички склоп (дивизион):
      - стожер склопа, - 12 бораца
      - прва битница (батерија) (4 хаубице) - 90 бораца
      - противавионски вод (2 топа) - 10 бораца

    - Усташе, милиција, оружници, Гестапо: оружнички вод и редарство (полиција) - 47 бораца
    - 5. усташка сатнија 3. крајишке бојне 160 бораца
    - Атлијина усташка милицијa 140 бораца
    - Реџина усташка милиција 140 бораца
    - оклопни воз - 20 бораца
    - Гестапо са фелджандармеријом - 120 бораца
    - Тимарски четнички одред:
      - штаб одреда - 3 бораца
      - заштита штаба и курири - 15 четника
      - пратећа чета (2 минобацача и 2 тешка митраљеза) - 20 четника
      - 1. батаљон - 170 четника
      - 2. батаљон - 180 четника

Укупно око 1.900 бораца
- - Љубија и околна утврђења
    - 1. батаљон 383. пука њемачке 373. дивизије - око 800 бораца
    - 4. бојна 8. усташког здруга - око 600 бораца
    - Шефкина милиција - 340 бораца
    - Јагина милиција - 280 бораца
    - 6. бојна 8. усташког здруга јачине око 300 усташа

Укупно 2.320 бораца
- Снаге НОВЈ
  - Четврта крајишка дивизија
    - Шеста крајишка бригада
    - Осма крајишка бригада
    - Једанаеста крајишка бригада

  - Територијалне јединице под командом штаба 4. дивизије
    - Козарски НОП одред
    - Подгрмечки НОП одред
    - Тимарски НОП одред[4]

## Организација одбране
За територију између реке Босне и Купе, јужно ос Саве, укључујући јадранску обалу западно од ушћа Цетине и острва, био је задужен немачки 15. брдски армијски корпус са штабом у Бањалуци. Он је располагао са три дивизије (264. пешадијска, 373. и 392. легионарска дивизија, те обалске и разне специјалистичке формације). Под његовом командом стајао је знатан део усташких и домобранских снага НДХ. За одбрану Босанске Крајине на располагању му је остала 373. дивизија, заједно са 3. и 4. брдским здругом НДХ, те усташким и четничким снагама. Област доњег тока Сане, која је била од великог привредног значаја због рудника гвоздене руде у Љубији, поседали су делови 373. дивизије и 4. брдског здруга НДХ. С обзиром на учестале нападе НОВЈ на комуникације, комуникација Босански Нови - Приједор и Приједор - Љубија била је поседнота бројчано јаким снагама Немаца и НДХ. Њихове снаге држале су утврђене положаје у селима Мартин Брдо, Ислам-Љубија, Раљаш, Лисина, Рунјавица, Чараково, Хамбарине, Брезичани, Мартин, Брдо, Благај, Добрљин, Драготиња, Витасовци и други топографским позицијама. Ове међусобно повезане утврђене тачке служиле су као одбрана комуникација и као спољашња одбрана гарнизона.
Поред ове спољашње одбране, одбрана Приједора била је организована у три концентрична система. Прва и друга линија састојале су се од система међусовно повезаних бункера, док је језгро одбране сачињавао утврђени блок зграда са силосом.

## План напада
Према плану штаба Четврте крајишке дивизије, батаљони Шесте крајишке бригаде требало је да нападну Приједор општим правцем са запада, у захвату пута Босански Нови - Приједор. Једанаеста крајишка бригада имала је задатак да нападне Приједор са севера. С обзиром да је штаб Дивизије очекивао да уследи интервенција из правца Љубије, Тимарски и Подгрмечки НОП одред требало је да нападне посаде између Љубије и Приједора, и да блокира комуникацију Љубија - Приједор. 4. батаљон Осме крајишке бригаде добио је задатак да изврши демонстративни напад на Љубију ради везивања тамошњег гарнизона. Остала три батаљона Осме крајишке бригаде и Козарски НОП одред добили су задатак да нападну посаде на комуникацији Босански Нови - Приједор, и да затворе ту комуникацију.
Напад је требало да почне 6. септембра 1944. у у 22 часа.

## Ток напада на Приједор
Шеста крајишка бригада нападала је општим правцем у захвату пута Босански Нови - Приједор. У првом ешелону били су 1. и 3. батаљон, док је Други наступао за њима као еруги ешелон. У циљу отварања бреше кроз утврђену прву линију одбране формирана је ударна група од око 40 бораца, са 9 бомбаша, наоружана са 12 пушкомитраљеза, једном противтенковском пушком, једним ПИАТ-ом, тешким минобацачем. Под заштитом митраљеске ватре група је пресекла жичану препреку и једним делом пробила се у упориште. Међутим, за кратко време две трећине бораца ударне групе било је избачено из строја. Тада је формирана нова ударна група, која је боље искористила бацач ПИАТ. Директним погоцима уништила је оба бункера и утврђену кућу, и пробила се у град. Кроз отворену брешу, батаљони 6. бригаде продрле су у град .
На другу линију одбране наишли су поред моста преко Сане. Тада је уведен у борбу и 2. батаљон, те су ова 3 батаљона потпуно разбила одбрамбене снаге које су кренуле у паничан неорганизован бег преко моста према Љубији.
И 11. бригада, која је наступала са севера и североистока, формирала је ударну групу јачине 50 бораца са 10 пушкомитраљеза, бацачем ПИАТ и великим бројем бомбаша. За ударном групом кретали су се 1. и 2. батаљон. У 22 сата ударна група пробила је прву линију одбране на свом правцу. За њом су надирали 1. и 2. батаљон, ојачани са по једном четом 3. батаљона. Већ у 23 сата заузето седиште Штаба 7. ловачке пуковније НДХ на железничкој станици.
4. батаљон ове бригаде, који је нападао цестом Босанска Дубица — Приједор, запао је у проблеме и на свом сектору натеран је на одбрану. Стога је њему у сусрет послат 2. батаљон, који је избио за леђа снагама које су нападале на 4. батаљон. Заједничким ударом ова два батаљона разбијена је групација у северном делу града.
Ујутру до 7 сати 7. септембра, отпор је даван само из силоса и из неколико околних бункера. Тада је Штаб 11. бригаде концентрисао 3 тешка минобацача, 2 ПИАТ-а и противтенковски топ, и њиховим дејством за пола сата уништио непријатеља. Приједор је ослобођен у 7.30 часова 7. септембра 1944.

## Борба са групацијом из Љубије
Током 7. септембра делови 8. крајишке бригаде и Казарски НОП одред вршили су притисак на посаде на комуникацији Босански Нови - Приједор и затварали ову комуникацију. Након пада Приједора 7. септембра ове посаде одлучиле су се на пробој према Босанском Новом. Ове снаге концентрисале су се у Мартин Брду и околини, и под командом заповедника 2. бојне 7. ловачке пуковније кренуле су у 11 часова у пробој према Новом. Приликом пробоја ове снаге су највећим делом разбијене, и уз велике губитке у погинулим и заробљеним, пробиле су се у Босански Нови, оставивши уз пут готово сву опрему.
4. батаљон 8. бригаде и Подгрмечки НОП одред напали су посаде између Приједора и Љубије. Након краће борбе ове снаге повукле су се у Љубију. Четврти батаљон 6. бригаде извео је демонстративни напад на Љубију у циљу везивања снага гарнизона током борби за Приједор.
Ове снаге НОВЈ поставиле су се према Љубији, са циљем спречавања интервенције према Приједору. Међутим, развој ситуације довео је до супротног: потучени делови приједорског гарнизона током преподнева 7. септембра кренули су у пробој према Љубији, изненадивши снаге НОВЈ.
Тако се у Љубији концентрисало, поред око 2.300 људи из система одбране Љубије, још додатних око 600 још 600 усташа, милиционера Атлијине милиције, гестаповаца, жандарма, агената, усташких функционера и 350 четника Тимарског четничког одреда. Над овим снагама преузео је команду капетан Арент, који је командовао 1. батаљоном 383. пука 373. дивизије. Над усташама и усташком милицијом команду је преузео заповедник 4. бојне 8. усташког здруга. Суочен са падом Приједора и извесношћу напада снага НОВЈ, капетан Арент одлучио је да поведе ове снаге у пробој из Љубије према Босанском Новом.
Колона која је маршовала назад, којој се у међувремену прикљчило 400-500 четника, Шефтова милиција, усташе из Рудника и стотине цивила са женама, торбама и пакетима, тако је нарасла на око 3.000 људи.
Њихово наступање почело је 7. септембра у 17 часова напуштањем Љубије. Напад је усмерен правцем преко преко Хамбарина и Чаракова. С обзиром да се у том периоду Једанаеста бригада развијала на правцу Приједор - Босански Нови, тиме је ова групација ушла праву у клопку. Испред ње и на левом боку налазили су се делови 8. бригаде, на десном боку и позадини 6. бригада и Подгрмечки одред, а напред, по дубини правца пробоја, очекивале су је 11. бригада и Козарски НОП одред.
Немачко-усташко-четничку групацију задржао је 3. батаљон 8. крајишке бригаде до 20 часова у области Хамбарина. Одатле је групација у 22:30 кренула правцем Ризвановићи - Југовци - Цикоте. Досегавши реку Сану, групација је форсирала реку у 1 час 8. септембра на правцу према Доњој Драготињи. Међутим, на десној обали Сане 3. батаљон 11. бригаде дочекао ју је убитачном ватром. Том приликом групација је претрпела врло велике губитке, како на самој реци, тако и на десној обали, а покушај форсирања реке завршио се неуспехом.
Суочена са немогућношћу прелаза, немачко-усташко-четничка групација се пред зору 8. септембра оријентисала на пробој према Босанском Новом левом обалом Сане. У селу Витасовцима дочекао ју је 1. батаљон 8. бригаде и натерао на Сану коју, коју је групација поновно покушала да форсира. Сада је на десној обали дочекао 4. батаљон 11. бригаде и Козарски НОП одред код села Петковца. Развила се жестока борба у којој је осовинска групација, ухваћена у унакрсну ватру и притиснута уз реку Сану, била у изразито неповољном положају. Без обзира на губитке, ове снаге вршиле су сталне јурише у циљу пробоја према Босанском Новом. На овим положајима групација је дефинитивно разбијена, претрпевши изузетно велике губитке. Према Босанском Новом успеле су да се пробију само мање групе. Капетан Арент, командант групације, претрпео је нервни слом, па га је на месту заповедника заменио капетан Ретих.